# Willy Blioch
Willy Blioch, né le 28 février 1932 à Paris et mort le 13 août 2022 à Antibes, est un nageur français spécialiste des épreuves de nage libre durant les années 1950. Ancien détenteur d'un record du monde en relais, il invente en 1952 le virage « culbute » aujourd'hui utilisé par tous les nageurs en compétition.

## Biographie
Pensionnaire du Racing club de France, Willy Blioch remporte plusieurs titres de champion de France en minimes et cadets tout à la fin des années 1940.
En 1950, il participe aux Championnats d'Europe organisés à Vienne où il remporte la médaille d'argent au titre du relais 4 × 200 m nage libre avec ses compatriotes Joseph Bernardo, Jean Boiteux et Alex Jany. Quelques mois après, le 2 août 1951, dans le bassin d'eau de mer de 25 mètres du club du Cercle des nageurs de Marseille, il fait partie du relais 4 × 200 m nage libre français qui bat le record du monde en 8 min 33 s,,. Le quatuor, composé des mêmes éléments qu'en Autriche, enlève sept secondes et six dixièmes au précédent record établi le 2 avril 1950 à Marília par les Japonais du Tokyo Swimming Club, également dans un bassin de 25 mètres. Le temps français est battu le 16 février 1952 par le relais de l'université Yale qui, dans son bassin de 25 mètres de New Haven, réalise un temps de 8 min 29 s 4.
En 1952, Blioch est victime d'un accident de la route qui l'empêche de pouvoir se servir d'une de ses mains. Alors, au passage des virages où son usage est nécessaire pour repartir en sens inverse, le nageur innove en utilisant la technique dite de la « culbute ». N'utilisant que les pieds, cette technique se révèle bien plus rapide, et malgré un accueil négatif de la part des juges de courses, ce mouvement se démocratise rapidement.
Deux ans après les Jeux olympiques de 1952 auxquels il ne participe pas, Blioch est sélectionné pour le 100 m nage libre des Championnats d'Europe 1954. Il ne s'y distingue cependant pas en étant éliminé en série.
Même après sa retraite sportive, Willy Blioch continue de nager dans la catégorie maîtres, l'équivalent des vétérans, et remporte trois titres de champion de France.

## Palmarès
- Championnats d'Europe 1950 à Vienne (Autriche) : Médaille d'argent du relais 4 × 200 m nage libre en 9 min 10 s.